# Soure
Soure – miejscowość w Portugalii, leżąca w dystrykcie Coimbra, w regionie Centrum w podregionie Baixo Mondego. Miejscowość jest siedzibą gminy o tej samej nazwie. W pobliżu miejscowości znajduje się ruiny romańskiego zamku.

## Demografia
| Liczba ludności gminy Soure (1801–2011) | Liczba ludności gminy Soure (1801–2011) | Liczba ludności gminy Soure (1801–2011) | Liczba ludności gminy Soure (1801–2011) | Liczba ludności gminy Soure (1801–2011) | Liczba ludności gminy Soure (1801–2011) | Liczba ludności gminy Soure (1801–2011) | Liczba ludności gminy Soure (1801–2011) | Liczba ludności gminy Soure (1801–2011) | Liczba ludności gminy Soure (1801–2011) |
| --------------------------------------- | --------------------------------------- | --------------------------------------- | --------------------------------------- | --------------------------------------- | --------------------------------------- | --------------------------------------- | --------------------------------------- | --------------------------------------- | --------------------------------------- |
| 1801                                    | 1849                                    | 1900                                    | 1930                                    | 1960                                    | 1981                                    | 1991                                    | 2001                                    | 2004                                    | 2011                                    |
| 3 801                                   | 6 436                                   | 20 233                                  | 22 941                                  | 26 575                                  | 22 570                                  | 21 704                                  | 20 940                                  | 20 695                                  | 19 245                                  |

## Sołectwa
Sołectwa gminy Soure (ludność wg stanu na 2011 r.):
- Alfarelos – 1439 osób
- Brunhós – 180 osób
- Degracias – 453 osoby
- Figueiró do Campo – 1507 osób
- Gesteira – 974 osoby
- Granja do Ulmeiro – 1866 osób
- Pombalinho – 807 osób
- Samuel – 1254 osoby
- Soure – 7917 osoby
- Tapéus – 338 osób
- Vila Nova de Anços – 1113 osób
- Vinha da Rainha – 1397 osób